# Antonius Josephus Adrianus Uitewaal
Antonius Josephus Adrianus Uitewaal (Leiden, Països Baixos, 1899 - Ámsterdam, 1963) va ser un botànic neerlandès.
Va ser un estudiós de les plantes suculentes, especialment les natives de Sud-àfrica, descrivint nous gèneres, com l'Astroloba i la Poellnitzia, el nom de la qual el va atorgar en honor del botànic alemany Karl von Poellnitz el 1939. L'any següent, Poellnitz li va dedicar el nom d'una espècie: Haworthia uitewaaliana Poelln.
Fou membre fundador de l'Organització Internacional per a l'Estudi de Plantes Suculentes (IOS) participant al congrés inaugural a Zürich, l'any 1950, on també hi va assistir el botànic català Joan Pañella i Bonastre.
Publicació a la revista Alsterworthia international: special issue. Nº 4.